# Proposta d'esmena sobre els títols nobiliaris de la Constitució dels Estats Units
La proposta d'esmena sobre els títols de noblesa és una esmena proposada de la Constitució dels Estats Units. Va ser aprovada per l'11è Congrés l'1 de maig del 1810, i entregada a les cambres estatals per a la seva ratificació. L'objectiu de l'esmena era de desprendre de la ciutadania estatunidenca a qualsevol ciutadà que hagués acceptat un títol de noblesa d'un país estranger. En dues ocasions entre 1812 i 1816 va faltar tan sols el vot de dos estats per aconseguir la ratificació necessària per a esdevenir part vàlida de la Constitució. Ja que el congrés no va posar un termini màxim per a la ratificació, l'esmena és encara tècnicament pendent de ratificació per part dels estats. Actualment, una ratificació per part de 26 estats més seria necessària perquè aquesta esmena fos adoptada com a part de la constitució.

## Text
El text de l'esmena sobre els títols de noblesa a la constitució dels Estats Units diu així:
| « | (català) Si qualsevol ciutadà dels Estats Units acceptés, afirmés tenir, rebés o retingués qualsevol títol de noblesa o l'honor, o haurà, sense el consentiment del Congrés, acceptat i retingut qualsevol present, pensió, oficina o emolument de qualsevol classe que sigui, de qualsevol emperador, rei, príncep o potència estrangera, aquesta persona deixarà de ser un ciutadà dels Estats Units, i hauran de deixar d'ocupar qualsevol càrrec honorífic o remunerat per sota d'ells, o algun d'ells. | (anglès) If any citizen of the United States shall accept, claim, receive or retain, any title of nobility or honour, or shall, without the consent of Congress, accept and retain any present, pension, office or emolument of any kind whatever, from any emperor, king, prince or foreign power, such person shall cease to be a citizen of the United States, and shall be incapable of holding any office of trust or profit under them, or either of them. | » |

## Context
Aquesta proposta d'esmena amplificaria tant l'article I, la secció 9, la clàusula 8, que prohibeix al Govern Federal l'emissió de títols nobiliaris o d'honor, com la secció 10, clàusula 1, que prohibeix els estats d'emetre'ls.
Una teoria sobre per què el Congrés va proposar la modificació és que responia al matrimoni del 1803 del germà petit de Napoleó Bonaparte, Jerome, i Betsy Patterson de Baltimore, Maryland, que va donar a llum un noi per al qual volia un reconeixement aristocràtic de França. El nen, anomenat Jérôme Napoléon Bonaparte, no va néixer als Estats Units, sinó al Regne Unit el 7 de juliol de 1805, no obstant això hauria tingut la ciutadania dels Estats Units a través de la seva mare. Una altra teoria és que la mare volia en realitat un títol de noblesa per a ella mateixa i, de fet, és coneguda com a «duquessa de Baltimore» en molts textos escrits sobre l'esmena. El matrimoni havia estat anul·lat el 1805, molt abans de la proposta d'esmena de l'11è Congrés. Tot i això, es diu que el representant Nathaniel Macon de Carolina del Nord va dir, en votar l'esmena, que «va considerar el vot sobre aquesta qüestió com a decisió de si havíem de tenir o no membres de la Legió d'Honor en aquest país».